# Алабесы
Алабесы (лат. Alabes) — род лучепёрых рыб в монотипическом подсемействе Cheilobranchinae семейства присосковых (Gobiesocidae). Мелкие морские рыбы, обитающие в прибрежных водах Австралии.

## Описание
Тело тонкое, удлинённое, угреобразной формы, сужается к хвостовому плавнику, покрыто слизью. Чешуя отсутствует. Голова маленькая с закруглённым или заострённым рылом. Глаза с выраженной светлой роговицей. Хвостовой плавник с 4—12 лучами, соединён с спинным и анальным плавниками. В спинном и анальном плавниках нет лучей. Грудные плавники отсутствуют. Брюшные плавники отсутствуют или рудиментарные. Единственное поперечное жаберное отверстие расположено на нижней стороне головы. Боковая линия редуцированная, состоящая из мелких открытых пор на голове и микроскопических сосочков.

## Классификация
В составе рода выделяют 11 видов
- Alabes bathys Hutchins, 2006
- Alabes brevis  Springer, Fraser, 1976
- Alabes dorsalis (Richardson, 1845)
- Alabes elongata Hutchins, Morrison, 2004
- Alabes gibbosa Hutchins, Morrison, 2004
- Alabes hoesei  Springer, Fraser, 1976
- Alabes obtusirostris Hutchins & S. M. Morrison, 2004
- Alabes occidentalis Hutchins & S. M. Morrison, 2004
- Alabes parvula (McCulloch, 1909)
- Alabes scotti Hutchins, Morrison, 2004
- Alabes springeri Hutchins, 2006